# Baltazar Maria de Moráis Junior
Baltazar Maria de Moráis Junior, kurz Baltazar (* 17. Juni 1959 in Goiânia), ist ein ehemaliger brasilianischer Fußballspieler.

## Karriere

### Verein
Baltazar begann seine Karriere bei seinem Heimatverein Atlético Goianiense. Mit 20 Jahren wechselte er zu Grêmio. Mit dem Klub aus Porto Alegre gewann er 1981 das Finale um die brasilianische Meisterschaft gegen den FC São Paulo. Nach einem unauffälligen Jahr bei Palmeiras wechselte er zu Flamengo und gewann  1983 abermals die Meisterschaft. Nach weiteren Zwischenspielen bei Palmeiras und Botafogo gelang Baltazar 1985 mit seinem Wechsel zu Celta Vigo schließlich der Sprung nach Europa. Mit dem frischgebackenen Erstligisten stieg er jedoch prompt in die Segunda División ab. Hier avancierte der Brasilianer mit 34 Toren zum Toptorjäger der Liga und war somit maßgeblich am Wiederaufstieg der Celtiñas beteiligt. Da er im Folgejahr auch in der Primera División überzeugte und mit seinem Verein vorzeitig den Klassenerhalt sicherte, zog er bald das Interesse einiger großer Klubs auf sich.
Zur Saison 1988/89 wechselte er daraufhin zu Atlético Madrid. In der spanischen Hauptstadt gelangen ihm auf Anhieb 35 Tore. Damit sicherte sich Baltazar mit großem Vorsprung die Pichichi-Trophäe und seinem Verein die Teilnahme am UEFA-Cup. Bereits in der folgenden Spielzeit kam er unter Trainer Javier Clemente allerdings immer seltener zum Einsatz. Trotzdem war er mit 18 Toren erneut unter den drei besten Torjägern der Liga. Kurz nach Beginn der Saison 1990/91 verpflichtete Atlético den deutschen Mittelfeldspieler Bernd Schuster. Da spanische Klubs zum damaligen Zeitpunkt nur drei Ausländer ins Team berufen durften, wurde Baltazar ein Vereinswechsel nahegelegt. Daraufhin spielte er noch einige Jahre in Portugal und Frankreich, ehe er seine Karriere in Brasilien und Japan ausklingen ließ.

### Nationalmannschaft
Baltazar lief bereits 1980 erstmals für die brasilianische Fußballnationalmannschaft auf. Anschließend wurde er jedoch erst nach seiner erfolgreichen ersten Spielzeit bei Atlético Madrid erneut in die Seleção berufen und gewann mit dieser 1989 die Copa América.

## Erfolge
Nationalmannschaft
- Copa América: 1989

Verein
- Campeonato Brasileiro de Futebol: 1981, 1983
- Portugiesischer Pokalsieger: 1991

## Auszeichnungen
- Pichichi-Trophäe: 1989